# Josef Grisar
Josef Grisar SJ (* 26. November 1886 in Koblenz; † 7. August 1967 in Meran) war ein deutscher römisch-katholischer Theologe, Kirchenhistoriker und Priester.

## Leben
Grisar trat am 29. April 1906 in die Deutsche Provinz der Gesellschaft Jesu ein und wurde am 12. August 1917 in Valkenburg aan de Geul zum Priester geweiht. Nach seiner Ausbildung im Orden und nach Studien an der Universität München lehrte er ab 1923 Kirchengeschichte an der Ordenshochschule in Valkenburg. Im Jahre 1932 wurde er an die neuerrichtete Kirchengeschichtliche Fakultät der Universität Gregoriana berufen. Seine ausgedehnten archivalischen Forschungen richteten sich auf die Lebensgeschichte Maria Wards und die Gründungsgeschichte ihres Instituts der Englischen Fräulein.

## Schriften (Auswahl)
- Die ersten Anklagen in Rom gegen das Institut Maria Wards (1622). Rom 1959, OCLC 848900055.
- Maria Wards Institut vor römischen Kongregationen (1616–1630). Rom 1966, OCLC 601751165.
- Bayern und Preußen zur Zeit der Kölner Wirren 1837–1838. Egelsbach 1988, ISBN 3-89349-034-5.
- Il vescovo di Trento Giovanni Nepomuceno de Tschiderer e la situazione della Chiesa in Austria e nel Tirolo nel corso della prima metà del secolo XIX. Bologna 1997, ISBN 88-10-40394-0.